# Grajduri
Grajduri là một xã thuộc hạt Iași, România. Dân số thời điểm năm 2002 là 3261 người.